# Kanton Bruay-la-Buissière
Der Kanton Bruay-la-Buissière ist seit 1962 ein französischer Wahlkreis im Arrondissement Béthune, im Département Pas-de-Calais und in der Region Hauts-de-France. Sein Hauptort ist Bruay-la-Buissière.

## Gemeinden
Der Kanton besteht aus zwölf Gemeinden mit insgesamt 35.450 Einwohnern (Stand: 1. Januar 2022) auf einer Gesamtfläche von 81,14 km²:
| Gemeinde                  | Einwohner 1. Januar 2022 | Fläche km² | Dichte Einw./km² | Code INSEE | Postleitzahl |
| ------------------------- | ------------------------ | ---------- | ---------------- | ---------- | ------------ |
| Bajus                     | 358                      | 2,94       | 122              | 62077      | 62150        |
| Beugin                    | 465                      | 5,06       | 92               | 62120      | 62150        |
| Bruay-la-Buissière        | 21.997                   | 16,35      | 1.345            | 62178      | 62178        |
| Caucourt                  | 332                      | 5,51       | 60               | 62218      | 62150        |
| Estrée-Cauchy             | 353                      | 3,89       | 91               | 62314      | 62690        |
| Fresnicourt-le-Dolmen     | 808                      | 7,95       | 102              | 62356      | 62150        |
| Gauchin-Légal             | 300                      | 6,03       | 50               | 62366      | 62150        |
| Hermin                    | 207                      | 4,19       | 49               | 62441      | 62150        |
| Houdain                   | 6.990                    | 6,30       | 1.110            | 62457      | 62150        |
| La Comté                  | 884                      | 6,63       | 133              | 62232      | 62150        |
| Maisnil-lès-Ruitz         | 1.685                    | 5,56       | 303              | 62540      | 62620        |
| Rebreuve-Ranchicourt      | 1.071                    | 10,73      | 100              | 62693      | 62150        |
| Kanton Bruay-la-Buissière | 35.450                   | 81,14      | 437              | 6216       | –            |

Bis zur Neuordnung bestand der Kanton Bruay-la-Buissière aus einem Teil der Gemeinde Bruay-la-Buissière.